# PDC Pro Tour 2014
Die PDC Pro Tour 2014 war die dreizehnte Austragung der Dartsturnierserie von der PDC. Sie beinhaltete die UK Open Qualifiers, die Players Championships und die European Darts Tour. Insgesamt wurden 34 Turniere und damit 2 mehr als im Vorjahr ausgetragen – 20 Players Championships, 8 European Tour-Events und 6 UK Open Qualifiers.
Dieser Artikel enthält auch die PDC Youth Tour und die PDC Challenge Tour, welche als Secondary Tour Event bei der PDC gewertet werden, sowie die Non-UK Affiliate Tours der PDC.

## PDC Tour Card
Um die Turniere der PDC Pro Tour spielen zu dürfen, muss man über eine PDC Tour Card verfügen. Diese ist zwei Jahre gültig.
Insgesamt werden 128 Tour Cards vergeben 1:
- (64) – 63 der Top 64 der PDC Order of Merit nach der PDC-Weltmeisterschaft 2014
- (16) – 16 Qualifikanten von der Q-School 2013
- (4) – 1 Halbfinalist der BDO-Weltmeisterschaft 2014 ( Stephen Bunting)
- (2) – Top 2 der PDC Youth Tour Order of Merit ( Chris Aubrey und  Josh Payne)
- (2) – Top 2 der PDC Challenge Tour Order of Merit ( Ben Ward und  Adam Hunt)
- (1) – Top 1 der Scandinavian Darts Corporation Order of Merit 2012 ( Jarkko Komula)
- (1) – Top 1 der Scandinavian Darts Corporation Order of Merit 2013 ( Per Laursen)
- (38) – 42 Qualifikanten von der Q-School 2014 (siehe unten)

### Q-School
Über die Q-School wurden die übriggebliebenen Tour Cards vergeben. Sie fand vom 15. bis 18. Januar 2014 in der Robin Park Arena in Wigan statt.
Folgende Spieler konnten sich eine Tour Card erspielen:
| Tag 1 – 15. Januar                                          | Tag 2 – 16. Januar                               | Tag 3 – 17. Januar                              | Tag 4 – 18. Januar                            |
| UK Q-School                                                 | UK Q-School                                      | UK Q-School                                     | UK Q-School                                   |
| ----------------------------------------------------------- | ------------------------------------------------ | ----------------------------------------------- | --------------------------------------------- |
| Kyle Anderson Benito van de Pas Toni Alcinas Andrew Gilding | Tomas Seyler Andy Parsons Gerwyn Price Dave Bird | Gary Stone Matt Padgett Robert Owen Tony Newell | Steve West Nigel Heydon Joe Murnan Jason Hogg |

Do übrig gebliebenen Tour Cards wurden über die Q-School Order of Merit an folgende Spieler vergeben:
Top 27 Q-School Order of Merit
1. Brian Woods
2. Zoran Lerchbacher
3. Mick Todd
4. Pete Dyos
5. Keegan Brown
6. Stuart White
7. Steve Grubb
8. Ian Moss
9. Rowby-John Rodriguez
10. Christian Kist
11. Jim Walker
12. Dave Ladley
13. Mareno Michels
14. Mark Barilli

1. Jamie Bain
2. Michael Barnard
3. David Dodds
4. Steve Hine
5. Terry Temple
6. Ross Twell
7. Stuart Anderson
8. Conan Whitehead
9. Mark Cox
10. William O’Connor
11. Stuart Bousfield
12. Joey ten Berge
13. Kevin Voornhout

Kursiv geschriebene Spieler haben sich die Tour Card zurück erspielt. Das bedeutet, sie haben die Tour Card zum Ende der Saison 2013 verloren, konnten sie sich jedoch erneut erspielen. Diese Spieler erhalten die Tour Card nur für ein Jahr.

## Preisgeld
Das Preisgeld der UK Open Qualifiers wurde erhöht und an das der Players Championships angeglichen. Das Preisgeld der European Darts Tour blieb unverändert
Sie unterteilten sich wie folgt:
| Runde         | Players Championships | UK Open Qualifiers | European Darts Tour |
| ------------- | --------------------- | ------------------ | ------------------- |
| Sieg          | £ 10.000              | £ 10.000           | £ 20.000            |
| Finale        | £ 5.000               | £ 5.000            | £ 8.000             |
| Halbfinale    | £ 2.500               | £ 2.500            | £ 4.000             |
| Viertelfinale | £ 1.500               | £ 1.500            | £ 3.000             |
| Achtelfinale  | £ 1.000               | £ 1.000            | £ 2.000             |
| Letzte 32     | £ 500                 | £ 500              | £ 1.250             |
| Letzte 64     | £ 250                 | £ 250              | £ 1.000 1           |
| Total         | £ 50.000              | £ 50.000           | £ 100.000           |

## Players Championships
| Nr. | Datum      | Austragungsort | Sieger             | Ergebnis | Finalist           |
| --- | ---------- | -------------- | ------------------ | -------- | ------------------ |
| 1   | 15.03.2014 | Barnsley       | Gary Anderson      | 6 : 5    | Andrew Gilding     |
| 2   | 16.03.2014 | Barnsley       | Michael van Gerwen | 6 : 1    | Dean Winstanley    |
| 3   | 22.03.2014 | Crawley        | Gary Anderson      | 6 : 5    | Phil Taylor        |
| 4   | 23.03.2014 | Crawley        | Phil Taylor        | 6 : 0    | Ian White          |
| 5   | 12.04.2014 | Wigan          | Brendan Dolan      | 6 : 0    | Michael Smith      |
| 6   | 13.04.2014 | Wigan          | Robert Thornton    | 6 : 5    | Ian White          |
| 7   | 03.05.2014 | Wigan          | Robert Thornton    | 6 : 5    | Keegan Brown       |
| 8   | 04.05.2014 | Wigan          | Robert Thornton    | 6 : 4    | Terry Jenkins      |
| 9   | 24.05.2014 | Crawley        | Peter Wright       | 6 : 2    | Justin Pipe        |
| 10  | 25.05.2014 | Crawley        | Terry Jenkins      | 6 : 3    | Stephen Bunting    |
| 11  | 14.06.2014 | Coventry       | Gary Anderson      | 6 : 2    | Robert Thornton    |
| 12  | 15.06.2014 | Coventry       | Simon Whitlock     | 6 : 3    | James Wade         |
| 13  | 13.09.2014 | Crawley        | Gary Anderson      | 6 : 5    | Richie Burnett     |
| 14  | 14.09.2014 | Crawley        | Michael van Gerwen | 6 : 4    | Michael Smith      |
| 15  | 04.10.2014 | Dublin         | Justin Pipe        | 6 : 5    | Michael van Gerwen |
| 16  | 05.10.2014 | Dublin         | Brendan Dolan      | 6 : 2    | Gary Anderson      |
| 17  | 18.10.2014 | Crawley        | James Wade         | 6 : 5    | Kim Huybrechts     |
| 18  | 19.10.2014 | Crawley        | Michael van Gerwen | 6 : 2    | James Wade         |
| 19  | 22.11.2014 | Coventry       | Ian White          | 6 : 2    | Dave Chisnall      |
| 20  | 23.11.2014 | Coventry       | Gary Anderson      | 6 : 5    | Peter Wright       |

## European Tour Events
| Nr. | Datum                   | Event                     | Austragungsort | Sieger                | Ergebnis | Finalist           |
| --- | ----------------------- | ------------------------- | -------------- | --------------------- | -------- | ------------------ |
| 1   | 31. Januar – 2. Februar | German Darts Championship | Hildesheim     | Gary Anderson         | 6 : 5    | Justin Pipe        |
| 2   | 14.–16. Februar         | Dutch Darts Masters       | Veldhoven      | Michael van Gerwen    | 6 : 4    | Mervyn King        |
| 3   | 19.–21. April           | German Darts Masters      | Berlin         | Phil Taylor           | 6 : 4    | Michael van Gerwen |
| 4   | 20.–22. Juni            | Austrian Darts Open       | Salzburg       | Vincent van der Voort | 6 : 5    | Jamie Caven        |
| 5   | 27.–29. Juni            | Gibraltar Darts Trophy    | Gibraltar      | James Wade            | 6 : 4    | Steve Beaton       |
| 6   | 11.–13. Juli            | European Darts Open       | Düsseldorf     | Peter Wright          | 6 : 2    | Simon Whitlock     |
| 7   | 5.–7. September         | European Darts Grand Prix | Sindelfingen   | Mervyn King           | 6 : 5    | Michael Smith      |
| 8   | 19.–21. September       | European Darts Trophy     | Leipzig        | Michael Smith         | 6 : 5    | Michael van Gerwen |

## UK Open Qualifiers
| Nr. | Datum      | Austragungsort | Sieger             | Ergebnis | Finalist        |
| --- | ---------- | -------------- | ------------------ | -------- | --------------- |
| 1   | 07.02.2014 | Wigan          | Andy Hamilton      | 6 : 2    | Adrian Lewis    |
| 2   | 08.02.2014 | Wigan          | Stephen Bunting    | 6 : 5    | Andrew Gilding  |
| 3   | 09.02.2014 | Wigan          | Phil Taylor        | 6 : 2    | Adrian Lewis    |
| 4   | 21.02.2014 | Wigan          | Brendan Dolan      | 6 : 1    | Jamie Lewis     |
| 5   | 22.02.2014 | Wigan          | Gary Anderson      | 6 : 2    | Robert Thornton |
| 6   | 23.02.2014 | Wigan          | Michael van Gerwen | 6 : 0    | Michael Smith   |

## Secondary Tour Events

### PDC Youth Tour
| Nr. | Datum      | Austragungsort | Sieger                | Ergebnis | Finalist              |
| --- | ---------- | -------------- | --------------------- | -------- | --------------------- |
| 1   | 01.03.2014 | Wigan          | Nick Kenny            | 4 : 2    | Josh Payne            |
| 2   | 01.03.2014 | Wigan          | Lewis Venes           | 4 : 1    | Josh Payne            |
| 3   | 29.03.2014 | Reading        | Mike Zuidwijk         | 4 : 0    | James Hubbard         |
| 4   | 05.04.2014 | Reading        | Dimitri Van den Bergh | 4 : 2    | Shaun Narain          |
| 5   | 26.04.2014 | Wigan          | Sam Hewson            | 4 : 0    | John de Kruijf        |
| 6   | 26.04.2014 | Wigan          | George Killington     | 4 : 2    | Max Hopp              |
| 7   | 17.05.2014 | Coventry       | Dimitri Van den Bergh | 4 : 3    | Adam Hunt             |
| 8   | 17.05.2014 | Coventry       | James Hubbard         | 4 : 2    | Reece Robinson        |
| 9   | 31.05.2014 | Wigan          | Adam Hunt             | 4 : 3    | Rowby-John Rodriguez  |
| 10  | 31.05.2014 | Wigan          | Nick Kenny            | 4 : 1    | Sam Hewson            |
| 11  | 05.07.2014 | Coventry       | Dean Reynolds         | 4 : 2    | Max Hopp              |
| 12  | 05.07.2014 | Coventry       | Reece Robinson        | 4 : 2    | Dimitri Van den Bergh |
| 13  | 27.09.2014 | Coventry       | Dimitri Van den Bergh | 4 : 1    | Adam Smith-Neale      |
| 14  | 27.09.2014 | Coventry       | Josh Payne            | 4 : 3    | Keegan Brown          |
| 15  | 01.11.2014 | Wigan          | Keegan Brown          | 4 : 3    | Jake Jones            |
| 16  | 01.11.2014 | Wigan          | Dean Reynolds         | 4 : 3    | Josh Payne            |

### PDC Challenge Tour
| Nr. | Datum      | Austragungsort | Sieger         | Ergebnis | Finalist             |
| --- | ---------- | -------------- | -------------- | -------- | -------------------- |
| 1   | 02.03.2014 | Wigan          | Jamie Robinson | 5 : 4    | Matthew Edgar        |
| 2   | 02.03.2014 | Wigan          | Ron Meulenkamp | 5 : 4    | Alan Tabern          |
| 3   | 30.03.2014 | Reading        | Alan Tabern    | 5 : 4    | Ian McFarlane        |
| 4   | 06.04.2014 | Reading        | Matthew Edgar  | 5 : 4    | Mark Frost           |
| 5   | 27.04.2014 | Reading        | Colin Fowler   | 5 : 2    | Mark Frost           |
| 6   | 27.04.2014 | Reading        | Colin Fowler   | 5 : 2    | Matt Clark           |
| 7   | 18.05.2014 | Wigan          | Alex Roy       | 5 : 4    | Mark Lawrence        |
| 8   | 18.05.2014 | Wigan          | Alan Tabern    | 5 : 3    | Dave Honey           |
| 9   | 01.06.2014 | Wigan          | Alan Tabern    | 5 : 0    | Luke Woodhouse       |
| 10  | 01.06.2014 | Wigan          | Jay Foreman    | 5 : 4    | Max Hopp             |
| 11  | 06.07.2014 | Coventry       | Mark Frost     | 5 : 2    | Jamie Robinson       |
| 12  | 06.07.2014 | Coventry       | Brett Claydon  | 5 : 4    | Aden Kirk            |
| 13  | 28.09.2014 | Coventry       | Mark Frost     | 5 : 4    | Prakash Jiwa         |
| 14  | 28.09.2014 | Coventry       | Mark Frost     | 5 : 1    | Steve Douglas        |
| 15  | 02.11.2014 | Wigan          | Colin Fowler   | 5 : 1    | Dirk van Duijvenbode |
| 16  | 02.11.2014 | Wigan          | Matt Clark     | 5 : 4    | Steve Douglas        |

## Non-UK Affiliate Tours

### Scandinavian Darts Corporation Pro Tour
| Nr. | Datum      | Austragungsort | Sieger        | Ergebnis | Finalist       |
| --- | ---------- | -------------- | ------------- | -------- | -------------- |
| 1   | 01.03.2014 | Vääksy         | Ulf Ceder     | 6 : 2    | Jarkko Komula  |
| 2   | 01.03.2014 | Vääksy         | Vesa Nuutinen | 6 : 1    | Uki Takkinen   |
| 3   | 02.03.2014 | Vääksy         | Jani Haavisto | 6 : 4    | Ali Roberts    |
| 4   | 26.04.2014 | Stockholm      | Jani Haavisto | 6 : 3    | Jarkko Komula  |
| 5   | 26.04.2014 | Stockholm      | Marko Kantele | 6 : 4    | Jarkko Komula  |
| 6   | 27.04.2014 | Stockholm      | Jarkko Komula | 6 : 3    | Sami Sanssi    |
| 7   | 30.08.2014 | Kopenhagen     | Per Laursen   | 6 : 2    | Daniel Larsson |
| 8   | 30.08.2014 | Kopenhagen     | Kim Viljanen  | 6 : 4    | Madars Razma   |

### Dartplayers Australia (DPA) Pro Tour
| Nr. | Datum      | Sieger            | Ergebnis | Finalist          |
| --- | ---------- | ----------------- | -------- | ----------------- |
| 1   | 01.02.2014 | John Weber        | 6 : 5    | Shane Tichowitsch |
| 2   | 02.02.2014 | Shane Tichowitsch | 6 : 3    | Bill Aitken       |
| 3   | 08.03.2014 | Laurence Ryder    | 6 : 1    | Tic Bridge        |
| 4   | 09.03.2014 | David Platt       | 6 : 1    | Laurence Ryder    |
| 5   | 29.03.2014 | Laurence Ryder    | 6 : 5    | David Platt       |
| 6   | 30.03.2014 | Rob Modra         | 6 : 5    | Tic Bridge        |
| 7   | 11.04.2014 | Shane Tichowitsch | 6 : 1    | Lindsay Wells     |
| 8   | 12.04.2014 | Shane Tichowitsch | 6 : 5    | Laurence Ryder    |
| 9   | 17.05.2014 | David Platt       | 6 : 2    | Rob Modra         |
| 10  | 18.05.2014 | Rob Modra         | 6 : 1    | Laurence Ryder    |
| 11  | 20.06.2014 | Laurence Ryder    | 6 : 4    | David Platt       |
| 12  | 21.06.2014 | Tic Bridge        | 6 : 3    | David Platt       |
| 13  | 18.07.2014 | John Weber        | 6 : 4    | David Platt       |
| 14  | 19.07.2014 | Shane Tichowitsch | 6 : 4    | Laurence Ryder    |
| 15  | 24.08.2014 | Damon Heta        | 6 : 3    | Laurence Ryder    |
| 16  | 24.08.2014 | Laurence Ryder    | 6 : 4    | Damon Heta        |
| 17  | 25.08.2014 | John Weber        | 6 : 1    | Rob Szabo         |

### PDPA World Championship Qualifier
Das Event war ein Turnier für die direkte Qualifikation zur PDC-Weltmeisterschaft 2016. Der Sieger startete in der 1. Runde. Der Finalist erhielt einen Platz in der Vorrunde. Teilnehmen dürfen alle Spieler, die Associate Member sind, also Mitglieder der PDPA sind.
| Spiel | Datum      | Austragungsort | Sieger     | Ergebnis | Finalist        |
| ----- | ---------- | -------------- | ---------- | -------- | --------------- |
| 1     | 01.12.2014 | Coventry       | Jason Hogg | 5 : 2    | Scott MacKenzie |

### World Championship International Qualifier
Rund um die Welt fanden 13 Turniere statt, in denen man sich als Sieger einen Startplatz in der Vorrunde für die PDC-Weltmeisterschaft 2015 erspielen konnte.
| Datum      | Event                              | Sieger             | Ergebnis | Finalist         |
| ---------- | ---------------------------------- | ------------------ | -------- | ---------------- |
| 13.07.2014 | New Zealand Qualifying Event       | Mark McGrath       | 11 : 6   | Jonathan Silcock |
| 24.08.2014 | North American Qualifying Event    | Dave Richardson    | 3 : 1    | Shaun Narain     |
| 28.09.2014 | South African Masters              | Nolan Arendse      | 9 : 5    | Devon Petersen   |
| 11.10.2014 | South Asian Qualifying Event       | Christian Perez    | 5 : 2    | Bryan Eribal     |
| 12.10.2014 | Tom Kirby Memorial Trophy          | Daryl Gurney       | 6 : 2    | Radek Szagański  |
| 25.10.2014 | China Qualifying Event             | Alex Hon           | 5 : 3    | Liu Yuanjun      |
| 25.10.2014 | Super League Darts Iberia          | Cristo Reyes       | 6 : 0    | José Rodríguez   |
| 09.11.2014 | Oceanic Masters                    | John Weber         | 8 : 2    | Rob Szabo        |
| 15.11.2014 | Central European Qualifying Event  | Jermaine Wattimena | 6 : 3    | Kenny Neyens     |
| 22.11.2014 | Southern European Qualifying Event | John Michael       | 6 : 4    | Marco Brentegani |
| 22.11.2014 | PDJ Japanese Qualifier             | Haruki Muramatsu   | 6 : 5    | Masumi Chino     |
| 22.11.2014 | Super League Darts Germany         | Max Hopp           | 10 : 8   | Sascha Stein     |
| 22.11.2014 | Super League Eastern Europe        | Robert Marijanović | 10 : 7   | Boris Krčmar     |